# Hårteigen
Le Hårteigen est une montagne tabulaire (en) située en Norvège, dans le comté de Vestland. Culminant à une altitude de 1 690 mètres, il constitue un des points culminants du plateau de Hardangervidda.

## Toponymie
Le nom « Hårteigen » provient du vieux norrois « hárr » (« gris ») et « teg » (« chemin, direction »). Il peut être traduit par « repère gris »
.

## Géographie

### Situation

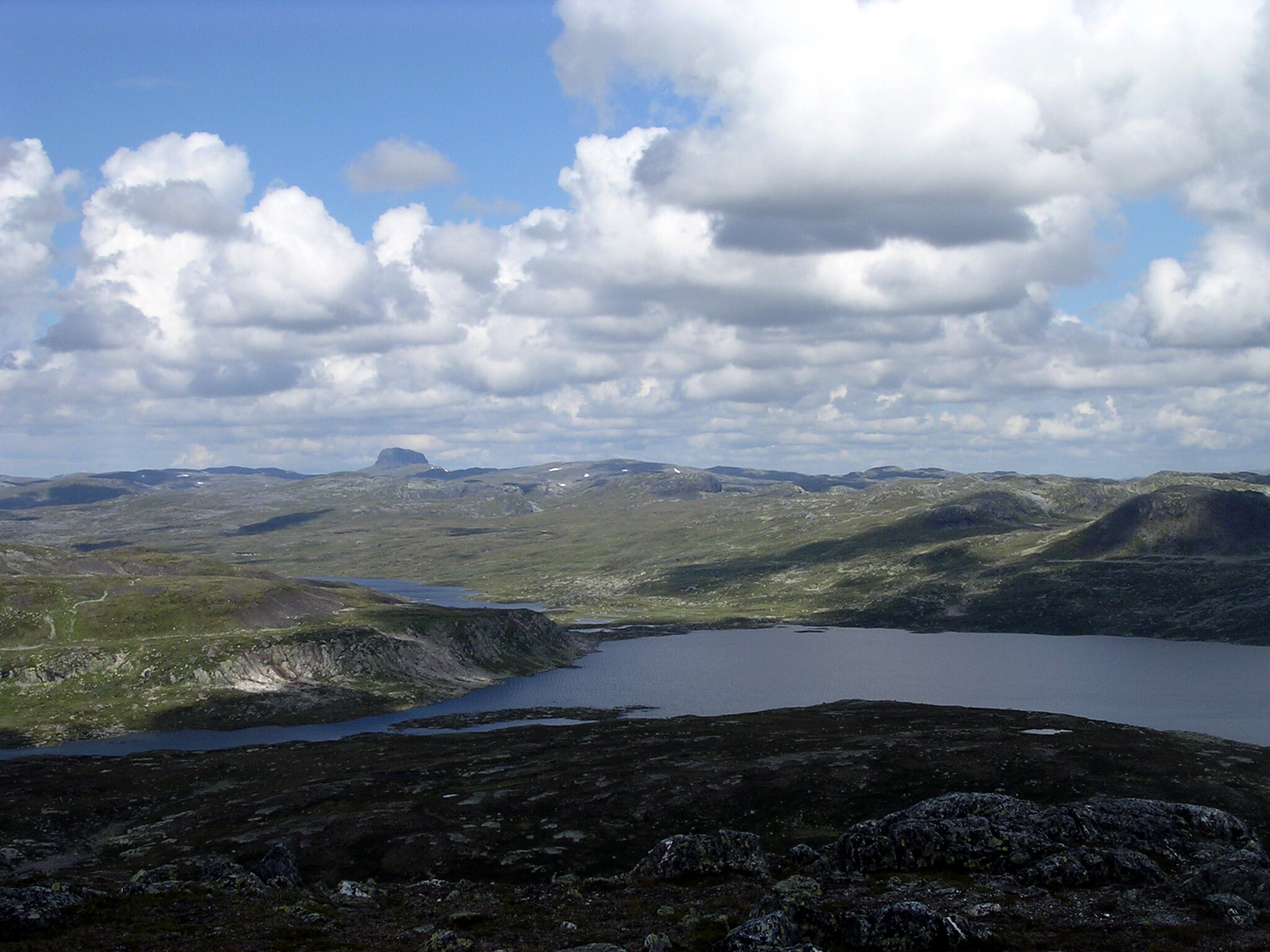
Le Hårteigen dominant le plateau de Hardangervidda.

Le Hårteigen est une montagne située au centre-ouest du plateau de Hardangervidda, dans le comté de Vestland. Il est administrativement rattaché à la commune d'Ullensvang.

### Topographie
Le Hårteigen n'est pas le point le plus élevé du plateau de Hardangervidda, le Sandfloeggi culminant à 1 721 mètres. Néanmoins, c'en est un des sommets les plus caractéristiques, sa forme le rendant reconnaissable de loin. Il domine le plateau environnant d'environ 230 mètres.

### Géologie
Le Hårteigen s'est constitué lors de l'orogenèse calédonienne. Les couches de phyllites, c'est-à-dire de schistes meubles datant du Cambrien, de l'Ordovicien et du Silurien, ont été recouvertes de gneiss précambrien plus ancien, datant d'environ 1,7 milliard d'années. Cette stratigraphie inhabituelle est due à l'arrachage et au charriage de socle rocheux depuis des zones situées à des centaines de kilomètres plus au nord, et à l'ouest du littoral actuel, sur des roches fossilifères,,.

### Faune et flore
À l'instar de tout le plateau du Hardangervidda, le Hårteigen est dépourvu d'arbres. Néanmoins, le sommet est notamment connu pour être le point le plus élevé d'observation du lichen Rhytidium (en), de la famille des hylocomiacées.